# Hrobka Podstatzky-Lichtensteinů (Velký Újezd)
Hrobka Podstatzky-Lichtensteinů, případně Podstatzkých-Lichtensteinů je pohřebiště hraběcího rodu Podstatzky-Lichtenstein (Podstatských-Lichtenštejnů, Podstatských z Lichtenštejna) ve Velkém Újezdě v okrese Olomouc. Nachází se v kryptě barokního kostela sv. Jakuba Staršího. Spočívá v ní 22 rodinných příslušníků. Je jako součást kostela památkově chráněná a příležitostně je přístupná veřejnosti. 

## Historie
Velký Újezd by součástí panství Veselíčko. To se dostalo do majetku rodu Podstatzkých (Podstatských) z Prusinovic v roce 1573, kdy ho koupil nejvyšší sudí Moravského markrabství Karel starší Podstatzky z Prusinovic. V roce 1743 (nebo 1744) se z Veselíčka za Františka Karla Podstatzkého z Prusinovic († 1776), syna Františka Valeriána (1678–1741), stalo fideikomisní panství.
Kostel sv. Jakuba Staršího byl postaven na místě staršího svatostánku v letech 1479–1751. Stavebníkem byl výše zmíněný František Karel Podstatzky z Prusinovic. Kostel byl pravděpodobně vysvěcen jeho bratrem generálním vikářem olomoucké diecéze Leopoldem Antonínem Podstatzkým z Prusinovic (1717–1776).
Kolem kostela se rozkládal hřbitov, kde v roce 1790 vznikl původní hraběcí hrob. Náhrobek z roku 1795, který se částečně dochoval a byl přenesen do kostela, byl ozdoben křížem a sochou truchlícího anděla ve stylu pozdního barokního klasicismu. Anděl se opírá o urnu s aliančním znakem Podstatzky-Lichtensteinů a Arců. Na soklu pod urnou je vytesán nápis Seinen verewigten Aeltern Dankbarkeit und Liebe gewidmet von L. G. Podstatsky 1795, to jest česky Svým zesnulým rodičům z vděčnosti a lásky věnuje L[eopold] h[rabě] Podstatzky. Autorem náhrobku byl brněnský sochař Ondřej Schweigl (1735–1812). V hrobce byl pohřben Alois Arnošt Podstatzky-Lichtenstein, jeho manželka a dva synové.
V roce 1832 byla zbudována hraběcí hrobka pod presbytářem kostela. Následujícího roku byl založen nový hřbitov za Velkým Újezdem u silnice vedoucí do Lipníka nad Bečvou a starý hřbitov byl zrušen. Vstup do hrobky byl přímo z lodi kostela a zakrývaly ho kamenné desky. Ostatky hraběcí rodiny byly uloženy v roce 1833 do kostelní krypty.
Kapacita hrobky přestala dostačovat. Proto když v roce 1881 zemřela Františka z Paaru, manželka Leopolda III., byla hrobka rozšířena, takže sahala až pod hlavní loď. Její kapacita se zvýšila na 30 rakví. Během přestavby byl pod oltářem nalezen základní kámen kostela. Novou hrobku vysvětil světící biskup olomoucké diecéze Gustav Belrupt-Tissac. Následující rok byla dokončena předsíň na jižní straně kostela, ze které vede schodiště do krypty. Hrobka i předsíň byly postaveny v novogotickém stylu. Zvenku ji zdobila atika, portál s lomeným obloukem, fiály a erb v průčelí. V roce 1959 byla přístavba zjednodušena a odstraněno novogotické tvarosloví.
V roce 1953 byla hrobka vyloupena a ostatky zemřelých zneuctěny. Pachatelé byli dopadeni a potrestáni.

## Interiér
Pohřební komora je zaklenuta novogotickými křížovými klenbami, zasahuje až do poloviny lodi kostela. V čele hrobky se nachází náhrobek s křížem a nečitelným nápisem. Poblíž vpravo je zazděn náhrobní kámen s nápisem ALOYSIUS PRIMOGENITUS LEOPOLDI ET THEREZE COMITUS P./l. IMATURUS NATUS DIE XX JUNI EISDEM XXVII. Po Sametové revoluci v hrobce přibyla mramorová deska se jmény a místy uložení příslušníků rodu, kteří byli po druhé světové válce a konfiskaci majetku na základě Benešových dekretů pohřbeni v Rakousku. Nechala ji zhotovit hlava rodu Georg Christoph Podstatzky-Lichtenstein (1932–2020), který se narodil v Brně.
Předsíň osvětlují boční okna. Naproti vstupu je nad schodištěm výklenek, kde je umístěna socha truchlícího anděla z původní hřbitovní hrobky.
Z pohřbů se dochovaly čtyři malované pohřební štíty s erbem a jménem zesnulého – dva jsou dedikovány Leopoldu II. (1848), další Leopoldu III. (1902) a poslední jeho dceři Gabriele (1887).

## Seznam pohřbených
V pohřební kryptě se nachází 22 rakví, z toho šestnáct velkých a šest dětských. Některé rakve byly opatřeny skleněným průzorem v oblasti obličeje. Příslušníci velkomeziříčské (české) linie jsou pohřbíváni v Lobkowiczké hrobce v Netíně. 

### Chronologicky podle data úmrtí
V tabulce jsou uvedeny základní informace o pohřbených. Fialově jsou vyznačeni příslušníci rodu Podstatzky-Lichtensteinů, žlutě jsou vyznačeny manželky, pokud zde byly pohřbeny. Červeně jsou vyznačeny hlavy rodu. Zeleně jsou vyznačeny osoby, které byly původně pohřbeny na jiném místě. Podstatší z Prusínova byli starý moravský rod. V roce 1627 byl Kryštofovi Karlovi Podstatzkému z Prusínova potvrzen český panský stav. František Dominik Podstatzký z Prusinovic († 1721), nejvyšší zemský sudí na Moravě, byl v roce 1707 povýšen do hraběcího stavu. V 18. století došlo k připojení jména vymřelého rodu hrabat z Lichtensteina-Kastelkornu, od roku 1762 se psali hrabě Postatzky-Lichstenstein, svobodný pán z Prusinovic (Graf Podstatzky-Lichtenstein, Freiherr von Prussinowitz). Generace jsou počítány od Tasa Podstatzkého z Prusinovic († po roce 1417). U manželek je generace v závorce a týká se generace manžela. Děti jsou vypsány v poznámce u matky. Pokud byla manželka pohřbena jinde, jsou děti vypsány u otce.
Seznam není kompletní. Přehled pohřbených vychází ze seznamu, který sestavil Josef Richter. Mezi pohřbenými uvádí také nepojmenované novorozeně (*/† 17. 3. 1826), Ludmilu (*/† 1838), která však byla pohřbena u jezuitů v Telči, jakési dvojče Leopolda III., které se také mělo jmenovat Leopold, a Adolfa (1805–1898). Tito ovšem v matrice zemřelých Velkého Újezda nefigurují. Údajné dvojče nefiguruje ani v matrice narozených a zemřelých Telče. Z tohoto důvodu nejsou v tabulce uvedeni. Richter naopak neuvádí nepojmenovaného syna Leopolda III. (*/† 1864). 
| Po-řadí | Gene-race | Jméno pohřbeného                                                   | Datum a místo narození                           | Otec | Datum a místo sňatku, choť | Pohřeb a uložení do hrobky | Poznámky |
| Po-řadí | Gene-race | Jméno pohřbeného                                                   | Datum a místo úmrtí                              | Matka | Datum a místo sňatku, choť | Pohřeb a uložení do hrobky | Poznámky |
| ------- | --------- | ------------------------------------------------------------------ | ------------------------------------------------ | --- | --- | --- | --- |
| 1.      | 12.       | Alois Jan Podstatzky-Lichtenstein                                  | 6. 9. 1752 Brno                                  | Alois Arnošt Podstatzky-Lichtenstein (č. 3)                                                                 | | Ostatky uloženy do kostelní krypty 29. 9. 1833. | |
| 1.      | 12.       | Alois Jan Podstatzky-Lichtenstein                                  | 28. 1. 1790                                      | Leopoldina Josefa z Arca (č. 2)                                                                             | | Ostatky uloženy do kostelní krypty 29. 9. 1833. | |
| 2.      | (11.)     | Leopoldina Josefa z Arca                                           | 11. 1. 1730 Salcburk                             | | 23. 10. 1747 Salcburk: Alois Arnošt Podstatzky-Lichtenstein (č. 3)                                                                  | Ostatky uloženy do kostelní krypty 29. 9. 1833. | Dáma Řádu hvězdového kříže. Zemřela ve věku 60 let na vysílení nervů. Narodilo se jí sedm dětí: - Alois Jan (1752–1790; č. 1) - Leopold František (1769–1813; č. 4) |
| 2.      | (11.)     | Leopoldina Josefa z Arca                                           | 1. 2. 1790 Olomouc                               | | 23. 10. 1747 Salcburk: Alois Arnošt Podstatzky-Lichtenstein (č. 3)                                                                  | Ostatky uloženy do kostelní krypty 29. 9. 1833. | Dáma Řádu hvězdového kříže. Zemřela ve věku 60 let na vysílení nervů. Narodilo se jí sedm dětí: - Alois Jan (1752–1790; č. 1) - Leopold František (1769–1813; č. 4) |
| 3.      | 11.       | Alois I. Arnošt Podstatzky-Lichtenstein                            | 8. 7. 1723 Vídeň                                 | František Dominik Valerián Podstatský z Prusínovic (Podstatzky z Prussinowitz) 1678–1741                    | 23. 10. 1747 Salcburk: Leopoldina Josefa z Arca (č. 2)                                                                              | Ostatky uloženy do kostelní krypty 29. 9. 1833. | Hlava rodu Podstatzky-Lichtenstein (1762–1793). C. k. komoří a tajný rada, rakouský vyslavec v Mnichově (1757–1773), místodržící ve Štýrsku (1774–1782), komandér Řádu sv. Štěpána (1764). Dne 6. února 1762 mu bylo povoleno sloučit jméno a erb s rodem Lichtenstein. Majitel fideikomisního panství Veselíčko, Slavkov, Stará Ves nad Ondřejnicí, Bartošovice (do roku 1768) a alodiálního panství Telč (pouze nárok). Zemřel ve věku 70 let na vodnatelnost plic.                                                                                                |
| 3.      | 11.       | Alois I. Arnošt Podstatzky-Lichtenstein                            | 4. 12. 1793 Veselíčko nebo Olomouc               | Marie Terezie z Lichtenstein-Castelcornu 1693–1748                                                          | 23. 10. 1747 Salcburk: Leopoldina Josefa z Arca (č. 2)                                                                              | Ostatky uloženy do kostelní krypty 29. 9. 1833. | Hlava rodu Podstatzky-Lichtenstein (1762–1793). C. k. komoří a tajný rada, rakouský vyslavec v Mnichově (1757–1773), místodržící ve Štýrsku (1774–1782), komandér Řádu sv. Štěpána (1764). Dne 6. února 1762 mu bylo povoleno sloučit jméno a erb s rodem Lichtenstein. Majitel fideikomisního panství Veselíčko, Slavkov, Stará Ves nad Ondřejnicí, Bartošovice (do roku 1768) a alodiálního panství Telč (pouze nárok). Zemřel ve věku 70 let na vodnatelnost plic.                                                                                                |
| 4.      | 12.       | Leopold I. František Podstatzky-Lichtenstein                       | 13. 8. nebo 16. 8. 1763 nebo 24. 8. 1769 Mnichov | Alois Arnošt Podstatzky-Lichtenstein (č. 3)                                                                 | 17. 9. 1792 Vídeň: Marie Terezie Kolowrat-Krakowská 23. 6. 1770 Vídeň – 21. 5. 1849 Stronsdorf                                      | Tělo bylo vykropeno 3. 10. 1813. Pohřben 8. 10. v rodinné hrobce ve Velkém Újezdě. Ostatky uloženy do kostelní krypty 29. 9. 1833.                            | Hlava rodu (1793–1813). C. k. komoří (1791), podplukovník, osvícenec a lidumil, v roce 1809 bojoval v bitvě u Aspern. Vlastnil panství a statky Telč (od roku 1796), Želetava a sousední Bítovánky, Krasonice s okolními obcemi Meziříčko, Borovná a Zdeňkov, Kunžak, dále Veselíčko, Slavkov a Stará Ves nad Ondřejnicí. Zemřel ve věku 45 let na břišní tyfus. Narodily se mu následující děti: - 1. Leopold II. František (1801–1848; č. 6) - 2. Marie, provd. z Gatterburgu (1803–1864) - 3. Adolf (1805–1898), maltézský rytíř - 4. Gustav Alois (1807–1904)    |
| 4.      | 12.       | Leopold I. František Podstatzky-Lichtenstein                       | 1. 10. 1813 Vídeň                                | Leopoldina Josefa z Arca (č. 2)                                                                             | 17. 9. 1792 Vídeň: Marie Terezie Kolowrat-Krakowská 23. 6. 1770 Vídeň – 21. 5. 1849 Stronsdorf                                      | Tělo bylo vykropeno 3. 10. 1813. Pohřben 8. 10. v rodinné hrobce ve Velkém Újezdě. Ostatky uloženy do kostelní krypty 29. 9. 1833.                            | Hlava rodu (1793–1813). C. k. komoří (1791), podplukovník, osvícenec a lidumil, v roce 1809 bojoval v bitvě u Aspern. Vlastnil panství a statky Telč (od roku 1796), Želetava a sousední Bítovánky, Krasonice s okolními obcemi Meziříčko, Borovná a Zdeňkov, Kunžak, dále Veselíčko, Slavkov a Stará Ves nad Ondřejnicí. Zemřel ve věku 45 let na břišní tyfus. Narodily se mu následující děti: - 1. Leopold II. František (1801–1848; č. 6) - 2. Marie, provd. z Gatterburgu (1803–1864) - 3. Adolf (1805–1898), maltézský rytíř - 4. Gustav Alois (1807–1904)    |
| 5.      | 14.       | Ludmila Podstatzká-Lichtenstein                                    | 12. 5. 1839 Telč                                 | Leopold II. František Podstatzky-Lichtenstein (č. 6)                                                        | | Tělo bylo vykropeno 28. 10. 1844. Pohřbena byla 30. 10. do rodinné hrobky.                                                                                    | Zemřela ve věku 5 let na spálu. |
| 5.      | 14.       | Ludmila Podstatzká-Lichtenstein                                    | 26. 10. 1844 Telč                                | Amálie z Clary-Aldringenu (č. 8)                                                                            | | Tělo bylo vykropeno 28. 10. 1844. Pohřbena byla 30. 10. do rodinné hrobky.                                                                                    | Zemřela ve věku 5 let na spálu. |
| 6.      | 13.       | Leopold II. Karel Podstatzky-Lichtenstein                          | 3. 11. 1801 Brno                                 | Leopold I. František Podstatzky-Lichtenstein (č. 4)                                                         | 1. 5. 1825 Vídeň: Amálie z Clary-Aldringenu (č. 8)                                                                                  | Tělo bylo 15. 5. 1848 vykropeno ve Vídni. Pohřben 16. 5. v rodinné hrobce ve Velkém Újezdě.                                                                   | Hlava rodu (1813–1848). C. k. komoří (1827), čestný rytíř řádu Maltézských rytířů. Majitel panství a statků Telč, Veselíčko, Slavkov a Stará Ves nad Ondřejnicí a Kunžak. Zemřel ve věku 46 let na tyfus nebo na ochrnutí mozku. |
| 6.      | 13.       | Leopold II. Karel Podstatzky-Lichtenstein                          | 12. 5. 1848 Vídeň                                | Marie Terezie Kolowrat-Krakowská 23. 6. 1770 Vídeň – 21. 5. 1849 Stronsdorf                                 | 1. 5. 1825 Vídeň: Amálie z Clary-Aldringenu (č. 8)                                                                                  | Tělo bylo 15. 5. 1848 vykropeno ve Vídni. Pohřben 16. 5. v rodinné hrobce ve Velkém Újezdě.                                                                   | Hlava rodu (1813–1848). C. k. komoří (1827), čestný rytíř řádu Maltézských rytířů. Majitel panství a statků Telč, Veselíčko, Slavkov a Stará Ves nad Ondřejnicí a Kunžak. Zemřel ve věku 46 let na tyfus nebo na ochrnutí mozku. |
| 7.      | 15.       | nepojmenovaný chlapec Podstatzky-Lichtenstein                      | 13. 7. 1864 Telč                                 | Leopold III. Felix Podstatzky-Lichtenstein (č.                                                              | | Pohřben 17. 7. 1864 v hraběcí rodinné hrobce. | Z nouze pokřtěný novorozenec, který zemřel na ochrnutí mozku. |
| 7.      | 15.       | nepojmenovaný chlapec Podstatzky-Lichtenstein                      | 13. 7. 1864 Telč                                 | Františka z Paaru (č. 9)                                                                                    | | Pohřben 17. 7. 1864 v hraběcí rodinné hrobce. | Z nouze pokřtěný novorozenec, který zemřel na ochrnutí mozku. |
| 8.      | (13.)     | Amálie z Clary-Aldringenu                                          | 18. 3. 1805 Vídeň                                | Vojtěch Václav z Clary-Aldringenu 23./24. 12. 1778 Vídeň – 25. 6. 1809 Komárno, na následky zranění v bitvě | 1. 5. 1825 Vídeň: Leopold II. František Podstatzky-Lichtenstein (č. 6)                                                              | Pohřební slavnosti se konaly 28. 8. 1865 v Telči. Pohřbena 30. 8. v hraběcí rodinné hrobce ve Velkém Újezdě.                                                  | Dáma Řádu hvězdového kříže (1841) a palácová dáma. Zemřela ve věku 60 let na chronické žaludeční potíže. Narodilo se jí devět dětí: - 1. novorozenec (*/† 1826) - 2. Amálie, provd. z Walderdorffu (1827–1891) - 3. Marie Tereza, provd. von Spangen und Uyternesse (1829–1907) - 4. Marie (1831–1884; č. 10) - 5. Leopoldina (1832–1890; č. 13) - 6. Adalberta Marie Adolfina, provd. Kollonitzová z Kollegrádu (1834–1902) - 7. Ludmila (*/† 1838; pohřbena v kostele Jména Ježíš v Telči) - 8. Ludmila (1839–1844; č. 5) - 9. Leopold III. Felix (1840–1902; č. ) |
| 8.      | (13.)     | Amálie z Clary-Aldringenu                                          | 24. 8. 1865 Telč                                 | Amálie (Marie) Nádasdyová de Nádasd et Fogarasföld 15. 7. 1778 Brno – 14.12.1838 Vídeň                      | 1. 5. 1825 Vídeň: Leopold II. František Podstatzky-Lichtenstein (č. 6)                                                              | Pohřební slavnosti se konaly 28. 8. 1865 v Telči. Pohřbena 30. 8. v hraběcí rodinné hrobce ve Velkém Újezdě.                                                  | Dáma Řádu hvězdového kříže (1841) a palácová dáma. Zemřela ve věku 60 let na chronické žaludeční potíže. Narodilo se jí devět dětí: - 1. novorozenec (*/† 1826) - 2. Amálie, provd. z Walderdorffu (1827–1891) - 3. Marie Tereza, provd. von Spangen und Uyternesse (1829–1907) - 4. Marie (1831–1884; č. 10) - 5. Leopoldina (1832–1890; č. 13) - 6. Adalberta Marie Adolfina, provd. Kollonitzová z Kollegrádu (1834–1902) - 7. Ludmila (*/† 1838; pohřbena v kostele Jména Ježíš v Telči) - 8. Ludmila (1839–1844; č. 5) - 9. Leopold III. Felix (1840–1902; č. ) |
| 9.      | (14.)     | Františka z Paaru                                                  | 10. 5. 1842 Vídeň                                | Karel z Paaru 6. 1. 1806 Brzeg – 17. 1. 1881 Bechyně                                                        | 3. 6. 1862 Vídeň: Leopold III. Felix Podstatzky-Lichtenstein (č. 15)                                                                | Tělo bylo vykropeno 6. 2. 1881 ve Vídni. Pohřbena 8. 2. v hraběcí hrobce ve Velkém Újezdě.                                                                    | Dáma Řádu hvězdového kříže (1863) a palácová dáma. Zemřela ve věku 38 let na spálu. Narodily se jí následující děti: - 1. Ida, provd. z Lobkowicz (1865–1919; pohřbena v Lobkowiczké hrobce v Roudnici nad Labem) - 2. Amalia, provd. z Nostitz-Rienecku (1867–1956) - 3. Gabriele (1870–1887; č. 11) - 4. Alois II. (Aloys; 1873–1918; č. 16) - 5. Karl (1874–1946) - 6. Marie Josephine, provd. von Abensperg und Traun (1878–1966; pohřbena na hřbitově v Maissau, Dolní Rakousy)                                                                                 |
| 9.      | (14.)     | Františka z Paaru                                                  | 4. 2. 1881 Vídeň                                 | Ida Leopoldina z Liechtensteinu 12. 9. 1811 Lednice – 27. 6. 1884 Vídeň                                     | 3. 6. 1862 Vídeň: Leopold III. Felix Podstatzky-Lichtenstein (č. 15)                                                                | Tělo bylo vykropeno 6. 2. 1881 ve Vídni. Pohřbena 8. 2. v hraběcí hrobce ve Velkém Újezdě.                                                                    | Dáma Řádu hvězdového kříže (1863) a palácová dáma. Zemřela ve věku 38 let na spálu. Narodily se jí následující děti: - 1. Ida, provd. z Lobkowicz (1865–1919; pohřbena v Lobkowiczké hrobce v Roudnici nad Labem) - 2. Amalia, provd. z Nostitz-Rienecku (1867–1956) - 3. Gabriele (1870–1887; č. 11) - 4. Alois II. (Aloys; 1873–1918; č. 16) - 5. Karl (1874–1946) - 6. Marie Josephine, provd. von Abensperg und Traun (1878–1966; pohřbena na hřbitově v Maissau, Dolní Rakousy)                                                                                 |
| 10.     | 14.       | Marie Podstatzká-Lichtenstein                                      | 2. 2. 1831 Vídeň                                 | Leopold II. František Podstatzky-Lichtenstein (č. 6)                                                        | | Pohřbena 18. 2. 1884. | Čestná dáma ústavu šlechtičen Maria Schul v Brně. Zemřela ve věku 53 let na srdeční vadu. |
| 10.     | 14.       | Marie Podstatzká-Lichtenstein                                      | 15. 2. 1884 Vídeň                                | Amálie z Clary-Aldringenu (č. 8)                                                                            | | Pohřbena 18. 2. 1884. | Čestná dáma ústavu šlechtičen Maria Schul v Brně. Zemřela ve věku 53 let na srdeční vadu. |
| 11.     | 15.       | Gabriela Podstatzká-Lichtenstein                                   | 11. 4. 1870 Vídeň                                | Leopold III. Felix Podstatzky-Lichtenstein (č. 15)                                                          | | Pohřbena 16. 11. 1887. | Zemřela ve věku 17 let na tuberkulózu. |
| 11.     | 15.       | Gabriela Podstatzká-Lichtenstein                                   | 12. 11. 1887 Opatija (Abbazia)                   | Františka z Paaru (č. 9)                                                                                    | | Pohřbena 16. 11. 1887. | Zemřela ve věku 17 let na tuberkulózu. |
| 12.     | 15.       | František Mikuláš Podstatzky-Lichtenstein                          | 9. 8. 1889 Veselíčko                             | Leopold III. Felix Podstatzky-Lichtenstein (č. 15)                                                          | | Pohřben 13. 8. 1888. | Zemřel ve věku 2 dnů na ochrnutí mozku. |
| 12.     | 15.       | František Mikuláš Podstatzky-Lichtenstein                          | 11. 8. 1889 Veselíčko                            | Nikolasina z Thun-Hohensteinu (č. 18)                                                                       | | Pohřben 13. 8. 1888. | Zemřel ve věku 2 dnů na ochrnutí mozku. |
| 13.     | 14.       | Leopoldina Podstatzká-Lichtenstein                                 | 16. 12. 1832 Telč                                | Leopold II. František Podstatzky-Lichtenstein (č. 6)                                                        | | Ostatky byly 7. 7. 1890 převezeny do Velkého Újezda. Pohřbena 8. 7. v rodinné hrobce.                                                                         | Čestná dáma ústavu šlechtičen Maria Schul v Brně. Zemřela jako 57letá na sešlost věkem (marasmus). |
| 13.     | 14.       | Leopoldina Podstatzká-Lichtenstein                                 | 5. 7. 1890 Baden u Vídně                         | Amálie z Clary-Aldringenu (č. 8)                                                                            | | Ostatky byly 7. 7. 1890 převezeny do Velkého Újezda. Pohřbena 8. 7. v rodinné hrobce.                                                                         | Čestná dáma ústavu šlechtičen Maria Schul v Brně. Zemřela jako 57letá na sešlost věkem (marasmus). |
| 14.     | 16.       | Františka Podstatzká-Lichtenstein                                  | 16. 12. 1901 Vídeň                               | Alois II. Podstatzky-Lichtenstein (č. 16)                                                                   | | Pohřbena 20. 12. 1901 v hrobce hrabat Podstatzky-Lichtensteinů.                                                                                               | Komtesa zemřela ve věku 1 dne na slabost. |
| 14.     | 16.       | Františka Podstatzká-Lichtenstein                                  | 17. 12. 1901 Vídeň                               | Leopoldinaz Thun-Hohensteinu 27. 5. 1875 Benátky nad Jizerou – 14. 4. 1964 Deutschlandsberg                 | | Pohřbena 20. 12. 1901 v hrobce hrabat Podstatzky-Lichtensteinů.                                                                                               | Komtesa zemřela ve věku 1 dne na slabost. |
| 15.     | 14.       | Leopold III. Felix Podstatzky-Lichtenstein                         | 25. 6. 1840 Telč                                 | Leopold II. František Podstatzky-Lichtenstein (č. 6)                                                        | 3. 6. 1862 Vídeň: Františka z Paaru (č. 9)                                                                                          | Pohřben 22. 2. 1902. | Hlava rodu (1848–1902). C. k. komoří (1863) a tajný rada (1894), rytíř Řádu železné koruny 1. třídy (1898), čestný Bailli Maltézského řádu, držitel velkokříže papežského Řád svatého Řehoře (1891), poslanec Moravského zemského sněmu (1880–1883), dědičný člen Panské sněmovny rakouské Říšské rady (1881–1902). Majitel statků Telč a Veselíčko (1848–1902). Zemřel ve věku 61 let na degeneraci srdečního svalu. |
| 15.     | 14.       | Leopold III. Felix Podstatzky-Lichtenstein                         | 17. 2. 1902 Opatija (Abbazia)                    | Amálie z Clary-Aldringenu (č. 8)                                                                            | 14. 4. 1888 Praha: Nikolasina z Thun-Hohensteinu (č. 18)                                                                            | Pohřben 22. 2. 1902. | Hlava rodu (1848–1902). C. k. komoří (1863) a tajný rada (1894), rytíř Řádu železné koruny 1. třídy (1898), čestný Bailli Maltézského řádu, držitel velkokříže papežského Řád svatého Řehoře (1891), poslanec Moravského zemského sněmu (1880–1883), dědičný člen Panské sněmovny rakouské Říšské rady (1881–1902). Majitel statků Telč a Veselíčko (1848–1902). Zemřel ve věku 61 let na degeneraci srdečního svalu. |
| 16.     | 15.       | Alois II. Podstatzky-Lichtenstein                                  | 2. 3. 1873 Vídeň                                 | Leopold III. Felix Podstatzky-Lichtenstein (č. 15)                                                          | 7. 6. 1900 Praha-Malá Strana: Leopoldina z Thun-Hohensteinu (č. 19)                                                                 | Tělo bylo vykropeno 24. 10. 1918 v Telči. Pohřben byl 25. 10. v rodinné hrobce hrabat ve Velkém Újezdě.                                                       | Hlava rodu (1902–1918). C. k. komoří (1897), čestný Bailli Maltézského řádu, dědičný člen Panské sněmovny rakouské Říšské rady (1904–1918). Majitel statku Telč a Veselíčko, Studená, Kunžak, Borovná. Zemřel ve věku 45 let na chrlení krve (haemoptoe). |
| 16.     | 15.       | Alois II. Podstatzky-Lichtenstein                                  | 18. 10. 1918 Telč                                | Františka z Paaru (č. 9)                                                                                    | 7. 6. 1900 Praha-Malá Strana: Leopoldina z Thun-Hohensteinu (č. 19)                                                                 | Tělo bylo vykropeno 24. 10. 1918 v Telči. Pohřben byl 25. 10. v rodinné hrobce hrabat ve Velkém Újezdě.                                                       | Hlava rodu (1902–1918). C. k. komoří (1897), čestný Bailli Maltézského řádu, dědičný člen Panské sněmovny rakouské Říšské rady (1904–1918). Majitel statku Telč a Veselíčko, Studená, Kunžak, Borovná. Zemřel ve věku 45 let na chrlení krve (haemoptoe). |
| 17.     | (15.)     | Hildegarda (Hilda) Klingerová z Klingerstorffu                     | 4. 5. 1888 Nové Město pod Smrkem                 | Ottomar Ignác Klinger z Klingerstorffu 24. 12. 1852 Nové Město pod Smrkem – 1. 1. 1918 Kosmonosy            | 29. 1. 1906 Kosmonosy (rozvod 1920): Arno von Feilitzsch 29. 10. 1880 Vídeň – 7. 8. 1953 Vídeň                                      | Pohřbena 5. 6. 1925 v rodinné hrobce. | Z rodu, který byl do stavu svobodných pánů povýšen v roce 1908. Zemřela v sanatoriu ve věku 37 let na pohmoždění mozku s přidruženým zápalem plic a ochrnutí srdce. Narodila se jí následující dvojčata: - 1. Amalie Rosa Hildegarde (1921–1988) - 2. Karl Othmar Robert (1921–1985) |
| 17.     | (15.)     | Hildegarda (Hilda) Klingerová z Klingerstorffu                     | 1. 6. 1925 Praha-Podolí                          | Rosa Johanna (Růžena Jana) Riedelová 13. 10. 1860 Polubný – 13. 9. 1932 Liberec                             | 17. 7. 1920 Kosmonosy: Karl Podstatzky-Lichtenstein 7. 6. 1874 Veselíčko – 26. 11. 1946 Tannenmühle bei Innermanzing, Dolní Rakousy | Pohřbena 5. 6. 1925 v rodinné hrobce. | Z rodu, který byl do stavu svobodných pánů povýšen v roce 1908. Zemřela v sanatoriu ve věku 37 let na pohmoždění mozku s přidruženým zápalem plic a ochrnutí srdce. Narodila se jí následující dvojčata: - 1. Amalie Rosa Hildegarde (1921–1988) - 2. Karl Othmar Robert (1921–1985) |
| 18.     | (14.)     | Marie Nikolasina (Nicolasine) z Thun-Hohensteinu (choltická větev) | 18. 10. 1852 Choltice                            | Theodor Karel z Thun-Hohensteinu 30. 7. 1815 Choltice – 9. 12. 1881 Ouchy, Švýcarsko                        | 14. 4. 1888 Praha: Leopold III. Felix Podstatzky-Lichtenstein (č. 15)                                                               | Pohřbena 26. 6. 1938. | Dáma Řádu hvězdového kříže (1879) a palácová dáma. Zemřela ve věku 85 let na degeneraci srdečního svalu. Narodil se jí jediný syn: - František Mikuláš (*/† 1889; č. 12) |
| 18.     | (14.)     | Marie Nikolasina (Nicolasine) z Thun-Hohensteinu (choltická větev) | 23. 6. 1938 Telč                                 | Marie Karolína Kinská z Vchynic a Tetova 22. 9. 1832 Vídeň – 29. 12. 1904 Praha                             | 14. 4. 1888 Praha: Leopold III. Felix Podstatzky-Lichtenstein (č. 15)                                                               | Pohřbena 26. 6. 1938. | Dáma Řádu hvězdového kříže (1879) a palácová dáma. Zemřela ve věku 85 let na degeneraci srdečního svalu. Narodil se jí jediný syn: - František Mikuláš (*/† 1889; č. 12) |
| 19.     | (15.)     | Leopoldina Alžběta z Thun-Hohensteinu (benátecká větev)            | 27. 5. 1875 Benátky nad Jizerou                  | Leopold Bohumil z Thun-Hohensteinu 3. 3. 1842 Praha – 27. 11. 1898 Štěpánský zámeček v Obříství             | 7. 6. 1900 Praha-Malá Strana: Alois II. Podstatzky-Lichtenstein (č. 16)                                                             | Nejdříve pohřbena v Deutschlandsbergu, 27. 2. 2008 byla sloužena mše ve Velkém Újezdě, následně byly její ostatky uloženy v rodinné hrobce a rakev vykropena. | Palácová dáma. Vystudovala medicínu a v Potštátě si otevřela soukromou zubní ordinaci. Narodily se jí následující děti: - 1. Františka (*/† 1901; č. 14) - 2. Leopold IV. Jáchym (1903–1979; pohřben na hřbitově v Rappottensteině, Dolní Rakousy), hlava rodu (1918–1979), poslední majitel Telče - 3. Alois (1905–1982; pohřben v Salcburku a později v Lobkowiczké hrobce v Netíně), zakladatel velkomeziříčské linie |
| 19.     | (15.)     | Leopoldina Alžběta z Thun-Hohensteinu (benátecká větev)            | 14. 4. 1964 Deutschlandsberg, Štýrsko            | Christiana z Waldstein-Wartenbergu 6. 7. 1854 Duchcov – 28. 9. 1937 Liblice                                 | 7. 6. 1900 Praha-Malá Strana: Alois II. Podstatzky-Lichtenstein (č. 16)                                                             | Nejdříve pohřbena v Deutschlandsbergu, 27. 2. 2008 byla sloužena mše ve Velkém Újezdě, následně byly její ostatky uloženy v rodinné hrobce a rakev vykropena. | Palácová dáma. Vystudovala medicínu a v Potštátě si otevřela soukromou zubní ordinaci. Narodily se jí následující děti: - 1. Františka (*/† 1901; č. 14) - 2. Leopold IV. Jáchym (1903–1979; pohřben na hřbitově v Rappottensteině, Dolní Rakousy), hlava rodu (1918–1979), poslední majitel Telče - 3. Alois (1905–1982; pohřben v Salcburku a později v Lobkowiczké hrobce v Netíně), zakladatel velkomeziříčské linie |